# ارمانو مالینورنی
ارمانو مالینورنی (به ایتالیایی: Ermanno Malinverni) بازیکن فوتبال و اهل ایتالیا است که از سال ۱۹۴۷ میلادی عضو تیم ملی فوتبال ایتالیا بوده و در ۱ بازی ملی حضور داشته‌است. او در بازی‌های ملی‌اش گلی به ثمر نرساند.
ارمانو مالینورنی آخرین بازی ملی خود را در سال ۱۹۴۷ میلادی انجام داد.